# Elizabeth Taylor (atleta)
Elizabeth Taylor (Canadá, 22 de febrero de 1916-2 de febrero de 1977) fue una atleta canadiense, especialista en la prueba de 80 m vallas en la que llegó a ser medallista de bronce olímpica en 1936.

## Carrera deportiva
En los JJ. OO. de Berlín 1936 ganó la medalla de bronce en los 80 m vallas, con un tiempo de 11.7 segundos, llegando a meta tras la italiana Trebisonda Valla y la alemana Anni Steuer, ambas también con un tiempo de 11.7 segundos.